# Edulcorante intenso
Gli edulcoranti intensi sono dei composti chimici che, introdotti nella bocca in piccolissime dosi, hanno la proprietà di dare una forte sensazione di dolce nell'utilizzatore. Vengono usati come sostituti dello zucchero dai diabetici e dalle persone che hanno bisogno di controllare il proprio peso, in quanto – appunto per le piccolissime dosi alle quali sono efficaci – hanno un apporto calorico minimo.
Quando si parla genericamente di "edulcoranti" o "dolcificanti", o a maggior ragione di "edulcoranti ipocalorici" si intendono spesso gli edulcoranti intensi, che in realtà sono una classe specifica dei vari edulcoranti.
Gli edulcoranti intensi sono divisi tra composti naturali e di sintesi. Possono inoltre essere classificati in base al loro potere edulcorante e hanno diverse proprietà notevoli, come la velocità di comparsa e la persistenza del sapore dolce, leggere differenze in questo sapore, la presenza o meno di retrogusto sgradevole, la resistenza a temperature elevate (e quindi all'uso in prodotti da forno) o a pH aggressivi.

## Potere edulcorante
La dolcezza di una certa vivanda non può, attualmente, essere misurata con certezza: i recettori del gusto dolce reagiscono a sostanze molto diverse tra di loro, quindi per stabilire il potere edulcorante di un certo dolcificante si deve necessariamente ricorrere a test su campione. Il potere edulcorante quindi è definito come il rapporto tra la concentrazione di una soluzione di saccarosio, assunto a metro di paragone e unità di misura, e quella della soluzione in cui sia presente una quantità di edulcorante necessaria a dare la stessa sensazione di dolce. Bisogna notare che il potere edulcorante di molte sostanze varia con il pH o con la temperatura del solvente, perciò non è unico.
Combinazioni di dolcificanti diversi non necessariamente hanno un potere edulcorante pari alla somma delle proprie parti, anzi: si rivelano solitamente più potenti, con un miglioramento dell'efficacia che dipende dall'affinità degli edulcoranti utilizzati.

## Tipi di edulcoranti intensi

### Tabella dei principali edulcoranti intensi
| Edulcorante   | Tipo di composto | Anno di scoperta | Codice di identificazione europeo | DGA | Potere edulcorante | Note sul sapore          |
| ------------- | ---------------- | ---------------- | --------------------------------- | --- | ------------------ | ------------------------ |
| Miracolina    |                  | 1968             | -                                 |     | 2000-3000          |                          |
| Monellina     |                  | 1969             |                                   |     | 1500               |                          |
| Taumatina     |                  |                  | E957                              |     | 3000               | retrogusto di liquirizia |
| Glicirrizina  |                  |                  |                                   |     | 50-150             | aroma di liquirizia      |
| Stevioside    |                  | 1931             | E960                              |     | 300                | retrogusto amaro         |
| Acesulfame K  |                  | 1967             | E950                              |     | 130-250            | retrogusto amaro         |
| Alitame       |                  |                  | E956                              |     | 2000               |                          |
| Aspartame     |                  | 1965             | E951                              |     | 100-250            |                          |
| Ciclamato     |                  | 1937             | E952                              |     | 30-80              |                          |
| Neoesperidina |                  |                  | E959                              |     |                    |                          |
| Neotamo       |                  |                  | E961                              |     | 7000-13000         |                          |
| Saccarina     |                  | 1879             | E954                              |     | 300-500            | retrogusto amaro         |
| Sucralosio    |                  | 1976             | E955                              |     | 600                |                          |

## Utilizzo

### Gestione del peso
Pur rimanendo la necessità di un'alimentazione sana ed equilibrata, ridurre la quantità di zuccheri presenti nella dieta può essere un modo efficace per controllare il peso corporeo. Una persona mantiene più volentieri una dieta se questa contempla cibi gradevoli e l'uso di dolcificanti ipocalorici permette di mangiare cibi dolci riducendo le calorie assunte. È provato che gli alimenti ipocalorici aiutano le persone a controllare il proprio peso.
In ogni caso, i dolcificanti non possono essere considerati da soli come una soluzione all'obesità e nemmeno eliminano l'appetito. Sono sempre importanti un'alimentazione equilibrata e un'attività fisica regolare.

### Diabete
La forma di diabete più diffusa al mondo è quella di tipo 2, il cui trattamento prevede il controllo del peso corporeo, che diventa più importante di quanto non sia per le persone sane in quanto aiuta a prevenire rischi maggiori e più gravi. L'uso di dolcificanti ipocalorici risulta d'aiuto per il controllo del peso corporeo dei diabetici, essi permettono ai malati di diabete di tipo 2 di ampliare la propria scelta alimentare e di mangiare cibi dolci senza compromettere il livello di glucosio nel sangue. I prodotti dolcificati potrebbero però avere comunque altri ingredienti glicemici e rimane necessario verificare che le calorie effettivamente consumate non siano eccessive.

### Igiene dentale
In caso di cattiva igiene orale, i carboidrati nella bocca possono fermentare, producendo acido, che, portando una demineralizzazione dei denti, è la causa delle carie. I dolcificanti ipocalorici non vengono metabolizzati dai batteri presenti nella bocca e non fermentano, perciò non contribuiscono alla formazione di carie nei denti. Comunque altri cibi consumati frequentemente, come frutta e cereali, causano facilmente la stessa reazione, perciò un'adeguata igiene orale rimane irrinunciabile. Inoltre l'EFSA ha approvato la rivendicazione secondo la quale le gomme da masticare a base di edulcoranti ipocalorici possono contribuire a neutralizzare gli acidi e a mantenere la mineralizzazione dentaria.